# 북안면
북안면(北安面)은 대한민국 경상북도 영천시 동남부에 위치한 면이다. 고경면, 대창면, 남부동과 경주시 서면, 경산시 용성면, 청도군 운문면과 접하는 지역으로 예로부터 노계 박인로를 비롯한 위인, 인물들을 숱하게 배출해온 유서깊은 고장이다. 넓이는 70.64km2이고, 인구는 2015년 1월 20일 기준으로 4,638명이다.

## 연혁
- 고려 시대 : 경주군에 속함
- 조선 태종 : 영천군에 속함
- 1914년 3월 1일 : 원곡, 비소, 원당면을 합쳐 영천군 북안면이 됨

1914년의 행정구역과 현재의 행정구역 비교
| 조선총독부령 제111호                                                                                               |                                                                     |
| 구 행정구역 | 신 행정구역                                                         |
| 영천군 비소면 고지동/신계동/팔암동, 괴화동/연당동/중도동, 서당동/냉정동/오산동, 신리동, 포광동/항내동, 효동/장재동 | 북안면 고지동, 도천동, 서당동, 신리동, 옥천동, 효동                 |
| 영천군 원곡면 당동/중리동, 도유동, 명주동/용주동, 나현동/북동, 감동/상동, 신대동, 용계동/용당동                    | 북안면 당동, 도유동, 명주동, 북동, 상동, 신대동, 용계동             |
| 영천군 원당면 관동, 내포동/용호동, 반계동, 송계동/옥포동/(흥해군 북안면)조암동, 신촌동, 원당동, 임포동, 자포동     | 북안면 관동, 내포동, 반계동, 송포동, 신촌동, 원당동, 임포동, 자포동 |
| 흥해군 북안면 반정동/저현리/경리, 유상동/백안동/(영천군 우곡면)배안동, 유하동                                      | 북안면 반정동, 유상동, 유하동                                       |
- 1995년 1월 1일 : 영천군과 영천시 통합으로 영천시 북안면이 됨

## 행정 구역
| 법정리 | 행정리                    |
| ------ | ------------------------- |
| 고지리 | 고지1리, 고지2리          |
| 관리   | 관리                      |
| 내포리 | 내포리                    |
| 당리   | 당1리, 당2리              |
| 도유리 | 도유리                    |
| 도천리 | 도천1리, 도천2리          |
| 명주리 | 명주리                    |
| 반계리 | 반계리                    |
| 반정리 | 반정1리, 반정2리, 반정3리 |
| 북리   | 북리                      |
| 상리   | 상리                      |
| 서당리 | 서당리                    |
| 송포리 | 송포1리, 송포2리          |
| 신대리 | 신대리                    |
| 신리리 | 신리리                    |
| 신촌리 | 신촌리                    |
| 옥천리 | 옥천리                    |
| 용계리 | 용계리                    |
| 원당리 | 원당리                    |
| 유상리 | 유상1리, 유상2리          |
| 유하리 | 유하리                    |
| 임포리 | 임포1리, 임포2리          |
| 자포리 | 자포리                    |
| 효리   | 효리                      |

## 교육 기관
| 학교명       | 소재지                       | 비고        |
| ------------ | ---------------------------- | ----------- |
| 북안초등학교 | 북안면 운북로 1984 (고지리)  |             |
| 명주초등학교 | 북안면 운북로 1447 (명주리)  | 1999년 폐교 |
| 영안중학교   | 북안면 운북로 2025 (임포리)  |             |
| 경북영광학교 | 북안면 신평탑골길 4 (도천리) |             |

## 출신 인물
- 박인로
- 최기문 : 민선 7기 영천시장